# Hostel: Part II
Hostel: Part II è un film del 2007, diretto, prodotto e scritto da Eli Roth, sequel di Hostel.
Il film è uscito l'8 giugno 2007 negli Stati Uniti, mentre in Italia è stato distribuito il 22 giugno dello stesso anno.

## Trama
Il protagonista del primo film, Paxton, è riuscito a scampare alla misteriosa confraternita che sevizia ragazzi e ragazze dietro pagamento dei membri e vive ora insieme a Stephanie, una ragazza, in una casa vicino al lago, di cui nessuno sa nulla eccetto la sorella di lei. Continuamente divorato dagli incubi, una mattina Paxton finisce decapitato dalla confraternita di cui ora si conosce il capo, il ricco e potente Sasha. Intanto a Roma, tre studentesse statunitensi, Beth (ricchissima grazie all'eredità della madre), Lorna e Whitney, che studiano arte con la loro insegnante, decidono di passare un weekend a Praga.
Prendono un treno, dove incontrano Axelle, una modella dell'est europa che si era denudata durante la lezione d'arte per essere ritratta. Visto che il treno è occupato da ragazzi italiani e slavi euforici per una partita di calcio, Axelle non vuole restare sola nel suo scompartimento e si addormenta con loro. Prima di addormentarsi, però, le dissuade dall'andare a Praga e le invita in un ostello in Slovacchia, dal quale raggiungeranno una sorgente termale paradisiaca. Le ragazze accettano: al loro arrivo, i loro passaporti vengono fotocopiati e inviati tramite MMS a tutti i membri della confraternita; le ragazze vengono "prezzate" e messe all'asta al miglior offerente. Vincono due fratelli uomini d'affari statunitensi: Todd e Stuart. Tra i due è subito evidente un certo distacco caratteriale, Todd è infatti estroso e sicuro di sé, mentre Stuart è riservato ed insicuro.
Todd e Stuart partono alla volta della Slovacchia, dove entrano ufficialmente a far parte della Confraternita: vengono tatuati e ricevono il loro cercapersone privato. La sera, Todd e Stuart raggiungono - ovviamente senza farsi notare - le ragazze  statunitensi che, con Axelle, sono andate a una sagra folcloristica slovacca. Qui, Lorna si ubriaca e fa conoscenza con un burbero di nome Roman. Whitney si innamora di Miroslav e Beth conosce Stuart. Al primo impatto le sembra un uomo comune, impacciato ed insicuro. Intanto Lorna accetta un passaggio a bordo della barca di Roman e finisce nelle mani della confraternita.
Lorna viene appesa a testa in giù con una catena in ferro ed imbavagliata, in attesa della sua carnefice, la lesbica sadica Erzebeth Bathory. La signora Bathory inizia così a torturare la ragazza con una grossa falce, procurandole tagli sulla schiena e sul resto del corpo riempiendola di sangue. Il sangue della povera malcapitata bagna la Bathory facendole provare un immenso piacere. Infine, come colpo finale, utilizza la falce per tagliarle la gola e ucciderla. Beth si preoccupa per la salute dell'amica, ma Axelle la dissuade e la porta insieme a Whitney e Miroslav alle terme. Qui, presto, cala la nebbia, e Beth rimane da sola. Sopraggiungono i membri della confraternita, che cercano di catturarla. La ragazza però scappa nella foresta lì vicino, dove viene aggredita dalla gang di bambini. Stordita, viene soccorsa e messa in auto da Axelle.
Sasha, intanto, il capo della confraternita, decide di far vedere ai bambini "chi comanda" e dunque ne uccide uno con un colpo di pistola. Beth viene dunque condotta nella villa di Sasha, dove Axelle le consiglia di riposarsi in attesa dell'arrivo delle autorità giudiziarie, che si occuperanno di interrogarla. Beth però fa solo finta di dormire perché intuisce una possibile trappola e scopre di essere stata incastrata dalla ragazza e da Sasha. Viene rapita e portata dove opera la confraternita. Todd e Stuart vengono avvisati del fatto che le loro vittime sono arrivate sul posto e si precipitano, nonostante Stuart sia piuttosto titubante all'idea di torturare una ragazza.
Whitney è la vittima di Todd, Beth di Stuart. La prima si risveglia incappucciata e nelle mani del perfido uomo d'affari statunitense. Questi cerca di farla spaventare con una sega circolare, ma, distraendosi, sbaglia e inceppa la lama rotante nei capelli della giovane e le infligge una profonda ferita nella testa, senza però ucciderla. Todd a questo punto, vedendo quanto la ragazza sta soffrendo, decide di uscire dalla sala di tortura, facendo finire il compito ad una delle guardie. Purtroppo per lui, il contratto prevede un tipo diverso di trattamento e chi non uccide la propria vittima, dovrà essere ucciso.
Todd viene dunque raggiunto dai cani delle guardie e sbranato. Whitney viene messa all'asta ad un prezzo basso, perché è sfigurata e agonizzante. Tra i clienti che la potrebbero prendere vi è anche un cannibale italiano, che sta torturando Miroslav staccandogli pezzi di carne e mangiandoli. Una delle dirigenti della confraternita informa dell'asta anche Stuart, che, vedendo come è stato ridotto Todd, pensa sia stata colpa dell'amica di Beth. Dopo un primo momento di tentennamento, Stuart si rivela il più feroce ed aggressivo di tutti: non solo uccide Whitney in maniera truculenta (decapitandola in un solo colpo), ma decide di torturare sino alla morte anche Beth.
Usando la psicologia inversa, Beth riesce a farsi slegare da Stuart: mentre questi la sta per stuprare, Beth lo incatena alla sedia, stende una guardia che era entrata nella stanza e prende la sua pistola. Dopo aver attirato le guardie all'interno della camera, minaccia di staccare il pene e i testicoli dell'uomo con un paio di grosse tenaglie se non verranno accettate le sue richieste. Giunge allora il capo, Sasha. Anche se armata con la pistola e con la minaccia di tagliare il pene e i testicoli a Stuart, capisce che non ha possibilità di sopravvivenza e allora chiede di comprare la sua libertà con i soldi che sua madre le ha lasciato in eredità.
Sasha acconsente, a patto che Beth entri a far parte della setta. Beth, a questo punto, provocata dagli insulti di Stuart, stringe le tenaglie con forza, staccando di netto il pene e i testicoli dell'uomo e dandoli in pasto ai mastini sotto lo sguardo scioccato e inorridito degli stessi soldati di Sasha. Infine si fa tatuare la testa del cane per completare il contratto. Il cerchio si chiude quando - per vendetta - Beth decapita con un'ascia la traditrice Axelle, che stava attirando altre ragazze nella trappola mortale. Il film si conclude con una scena che mostra una "partita" a calcio dei bambini, in cui la palla che viene usata non è altro che la testa di Axelle.

## Produzione
Eli Roth ha svolto le riprese del film in contemporanea al cortometraggio Thanksgiving, inserito in Grindhouse di Rodriguez e Tarantino: segno evidente è nella scena in cui Beth apre la camera segreta di Sasha, scoprendo le teste mozzate; tra le teste figura quella di Eli Roth, usata anche in una sequenza di Thanksgiving. Il manifesto originale del film, raffigurante una donna nuda di profilo che tiene in una mano la testa mozzata di un'altra donna, venne ritirato perché ritenuto troppo violento. Al suo posto venne ideato un altro manifesto, che raffigura Lorna appesa a testa in giù.
Il sito ufficiale del film venne "mascherato" come se fosse il sito di una beauty farm. In realtà, il nome del sito ruota sul gioco di parole "Body's care" ("Cura del corpo") e "Body scare" ("Ferita corporale"). Il nome di Bathory rimanda a una nobile ungherese di epoca rinascimentale, Erzsébet Báthory o la "Contessa Dracula". Nei contenuti speciali del DVD Roth dichiara di essere un assoluto fan di Ruggero Deodato, regista che ha influenzato molto il suo genere. Infatti nei giorni di riprese in cui Deodato fa una parte nella pellicola, Roth e tutto il cast di produttori si sono presentati con la maglietta di Cannibal Holocaust.
All'inizio del film appare nel cameo dell'insegnante di pittura Edwige Fenech.

## Doppiaggio
Nella versione originale, il detective parla in italiano a Paxton e il traduttore traduce a Paxton. Nella versione italiana, Paxton capisce l'italiano.

## Distribuzione
Il film in Italia venne vietato ai minori di 18 anni.

## Critica
Sull'aggregatore di recensioni Rotten Tomatoes il film detiene un 44% di gradimento basato su 110 recensioni professionali, con un voto medio di 5/10.
Il film ha ricevuto durante l'edizione dei Razzie Awards 2007 due candidature come peggior prequel o sequel e peggior pretesto per un film horror.

## Sequel
Nel 2011 è uscito il sequel, Hostel: Part III diretto da Scott Spiegel.